# Hymne de la Russie libre
L’Hymne de la Russie libre (en russe : Гимн Свободной России serait une version de l'hymne de la République russe créée après l'abolition de la monarchie en Russie pendant la Révolution de Février.

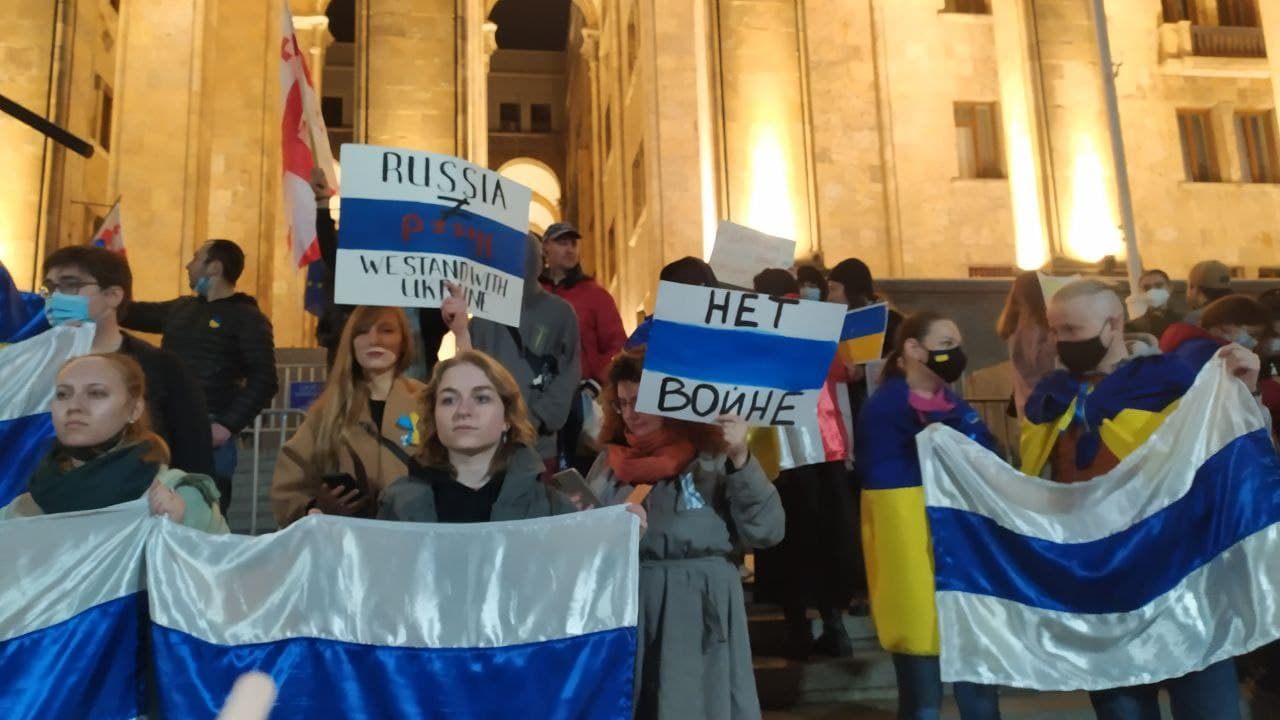
Protestation contre l'invasion de l'Ukraine par la Russie à Tbilissi, dont les participants arborent le drapeau blanc-bleu-blanc.

## Histoire

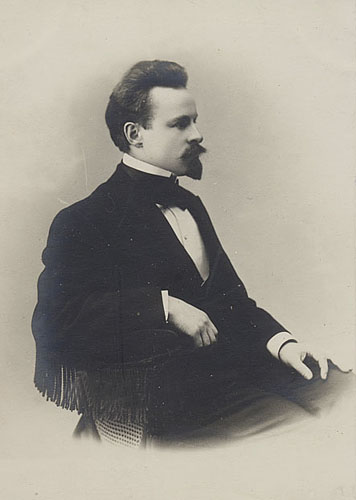
Balmont, un auteur du texte

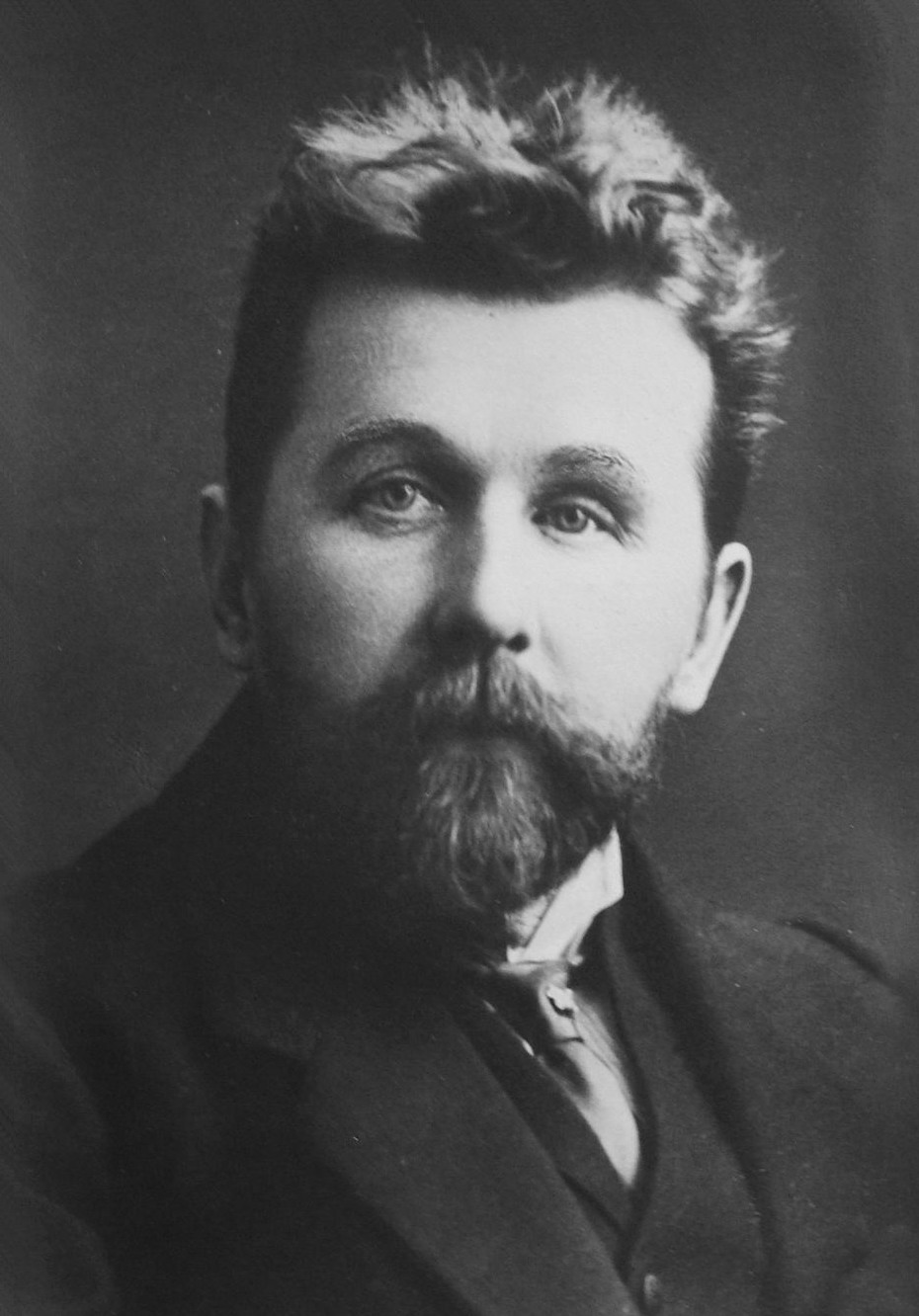
Grechannikov, compositeur

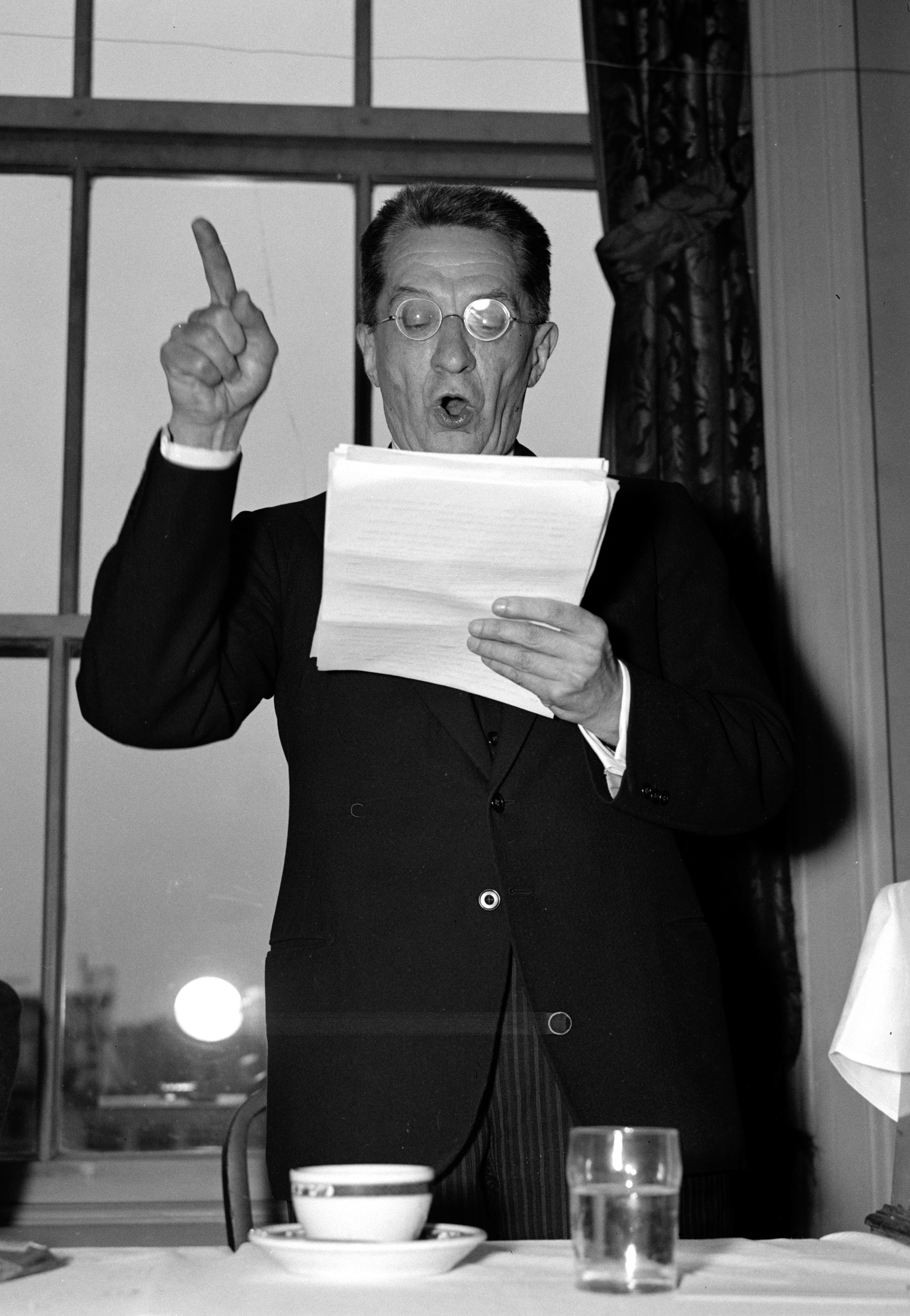
Alexandre Kerenski

Cet hymne était officieux en 1917, alors chanté par les émigrés russes .
Pendant la dictature soviétique, qui a provoqué une famine artificielle en Union soviétique en 1932-1933 afin de réprimer la résistance au totalitarisme (le fait même de cette famine était secret en Union soviétique, tous les témoins et les personnes intéressées par cette tragédie ont été détruits, et le gouvernement soviétique n'a officiellement reconnu le fait de la tragédie qu'en 1991), répressions de masse et création d'un système de camps de concentration - le Goulag, en train de disparaître et, au crépuscule de l'Union soviétique, des gens étaient arrêtés et soumis à une psychiatrie punitive pour leur position civique et même pour avoir conservé chez eux des livres interdits, comme Le Cœur de chien de Boulgakov, l'hymne de la Russie libre servait de bande sonore à la version russe de Radio Liberté, qui diffusait des informations véridiques sur le monde, dénuées de toute propagande totalitaire, aux dissidents d'Union soviétique .
Après l'Invasion de l'Ukraine par la Russie, l'hymne est devenu une chanson populaire pour les opposants à la politique du Kremlin .

## Texte
Refrain
Vive la Russie, un pays libre
les éléments naturels épris de liberté sont destinés à ce pays
une grande puissance est comme un océan sans rivages
aux combattants pour la liberté d'expression qui ont dissiper le brouillard
Refrain
Refrain
Да здравствует Россия - свободная страна
Свободная стихия великой суждена
Могучая держава - безбрежный океан
Борцам за волю слава развеявшим туман
Refrain